# 暗根
『暗根』（あんこん、原題：英: The Sealed Casket）は、アメリカ合衆国のホラー小説家リチャード・F・シーライトによるホラー小説。ハワード・フィリップス・ラヴクラフトの添削が入っている。
『ウィアード・テールズ』1935年3月号に発表されたが、冒頭部分がカットされている。
東雅夫は「封印された小匣から解き放たれた透明な魔物を描く呪物ホラー」「冒頭に『エルトダウン・シャーズ』からの引用が掲げられている点を除くと、神話大系との関連は薄い」と解説する。

## 沿革
シーライトは文献「エルトダウン・シャーズ（陶片）」を創造した。しかし本作のWT掲載時、冒頭のエルトダウン陶片からの引用部は、ファーンズワース・ライト編集長の方針によりカットされていた。
また、シーライトはラヴクラフトの添削指導を受けていた。ラヴクラフトは本作のシャーズの箇所に手を加えたという。またラヴクラフトはシャーズを自作にかなりアレンジして取り込んでおり、シャーズは後のクトゥルフ神話に継承されている。
冒頭のシャーズからの引用は、内容には直接影響しない。
また、RFシーライトの子であるフランクリン・シーライトもクトゥルフ神話作品を手掛けている。

## あらすじ
――エルトダウン陶片にいわく、太古の時代、魔道師オム・オリスは悪魔アヴァロスに挑んだ。
20世紀。ウェッソン・クラークは、マルタッキの若い妻ノンナと密通していた。やがてマルタッキが死んで、財産はノンナが相続する。マルタッキの遺言は「かつての友クラークへ。アル・トールの古櫃を遺贈する。封を開けることは勧めない」というものであった。
クラークはほくそ笑み、譲られた小匣を無理やりこじ開けるが、中は空っぽだった。すると腐敗臭と冷気がどよめく。異変を察したクラークは逃げようとするが、隣の部屋からおぞましい気配を察知する。クラークは恐怖に混乱しつつも、逃げられないことと、復讐の罠に嵌められたことを理解する。そいつは、熱を吸収し、周囲の温度を下げる。冷たい触手にからみつかれ、クラークは絶叫する。
消防隊が到着したとき、クラークの家は全焼していた。最初にかけつけた者は「かん高い、苦悶に満ちた、口笛のような音が、炎上する家の二階から聞こえた」「悪臭の煙が脱け出た後で音は止んだ」などと証言した。黒焦げの死体は歯並びからウェッソン・クラークと鑑定されたが、全身の骨が折られ、また血が一滴残らず吸い出されているという、奇怪きわまりない状態だった。

## 主な登場人物
- ウェッソン・クラーク - 主人公。古美術に興味がある。
- マルタッキ - 陰鬱な老科学者・考古学者。イタリア系。古代文字の権威であり、秘密伝承の探究者。学会では悪評高い人物。
- ノンナ - マルタッキの若い妻。クラークと姦通している。
- シンプキン夫妻 - クラーク宅の召使。愚鈍でぐうたら。

## 収録
- 国書刊行会『真ク・リトル・リトル神話大系10』『新編真ク・リトル・リトル神話大系2』白糸忠利訳